# João Luís Ferreira
João Luís Ferreira (Teresina, 23 de abril de 1881 - Rio de Janeiro, 8 de julho de 1927) foi um engenheiro e político brasileiro.
Foi governador do Piauí, de 1 de julho de 1920 a 1924 e um dos responsáveis pela ligação ferroviária entre Teresina e São Luís. Em 1922 mudou a sede do governo para a Chácara do Karnak (atualmente Palácio de Karnak), palácio do governo até hoje. Um dos mais importantes atos do governo João Luís Ferreira foi a realização da reforma do ensino.
Fatos marcantes de seu governo:
- Início da construção de estradas de rodagem
- Instituição ao Hino do Piauí (Lei Nº 1078 - Promulgada em 18 de Julho de 1923), Bandeira do Piauí e Brasão (Lei Nº 1050 - Promulgada em 24 de julho de 1922).